# Universidad de Menia
Universidad de Menia es una universidad de Egipto, fundada en Menia, en 1976, por el Decreto Republicano n.º 93, que la separó de la Universidad Assiut. El campus se encuentra al norte de la ciudad de Menia. Su emblema es el Busto de Nefertiti.

## Logo de la universidad
La imagen del busto de la reina Nefertiti dentro de un libro abierto fue elegida como logo de la universidad. Este busto de Nefertiti es también el lema de la gobernación de Menia debido al rol histórico e ideológico que tuvo en la historia del antiguo Egipto. El busto fue encontrado en la región de Tel Amarna, al sur de la gobernación de Menia. 

## Facultades
La universidad cuenta con 17 facultades:
- Facultad de Agricultura [5]
- Facultad de Educación
- Facultad de Ciencias
- Facultad de Artes
- Facultad de Bellas Artes
- Facultad de Ingeniería
- Facultad de Medicina
- Facultad de Educación Física
- Facultad de Odontología
- Facultad de Dar Al-Uloom (enseñanzas islámicas)
- Facultad de Enfermería
- Facultad de Turismo y Hotelería
- Facultad de Al-Alsun (idiomas)
- Facultad de Medicina
- Facultad de Ciencias de la Computación
- Facultad de Educación Específica
- facultad de Jardín de Infantes

## Actividades
La universidad de Menia, junto con el Ministerio de Educación Superior e Investigación Científica, encabezaron el primer evento deportivo para personas con discapacidad en la historia de Egipto, cuya duración fue de una semana. 